# Лічильник відвідуваності
Лічильник відвідуваності (англ. counter, webrating) — сервіс, призначений для зовнішнього незалежного вимірювання відвідуваності сайтів.
Зазвичай лічильник складається з двох частин:
1. код — розміщується на сторінках сайтів-учасників для збору даних;
2. рушій — підраховує отриману інформацію і надає її у вигляді статистичного звіту.

Лічильник може виступати в ролі рейтингу, сортуючи сайти по відвідуваності. Крім того, лічильник може використовуватися для створення каталогу сайтів, оскільки рейтинги зазвичай тематично структуровані. Нерідко лічильники також використовуються як аудит власної статистики для рекламодавців.
Статистика відвідувань може також вестися на підставі аналізу серверних логів (журналів) за допомогою спеціальних програм.

## Популярні лічильники
- i.ua (catalog.i.ua/code/)
- hit.ua
- MyCouner.UA
- Clicky — враховується кожний відвідувач, в тому числі, коли він відвідував, де перебував, звідки були здійсненні дії, час перебування на сторінці та які дії було здійснено. Clicky також надає карти в режимі реального часу, не тільки для колекції відвідувачів, але для кожного окремого. Основна перевага, це простий інтерфейс і можливість отримувати інформацію в режимі реального часу, що важливо при пікових моментах відвідуваності з зовнішнього джерела, можна відстежити кількість зовнішніх переходів.[1]
- StatCounter — статистичні дані в основному використовуються для того, щоб аналізувати якийсь ресурс мережі (наприклад, з яких операційних систем або браузерів відвідують сайт користувачі). Має кілька безкоштовних інструментів веб-аналітики, є можливість монетизувати інструмент, використовуючи дані для подання інших пропозицій, таких як реклама. StatCounter не використовує штучні накрутки.
- AWStats — показує тривалість візитів та останні відвідування, користувачі з аутентифікацією та останні перевірки аутентичності, дні тижня та години пік, список хостів, останні відвідування та список "unresolved" IP-адрес, найпопулярніші сторінки входу та виходу, відвідування ботів, пошукові системи, ключові фрази та ключові слова, які використовуються для пошуку сайту, персоналізовані звіти на основі URL-адреси, кількість разів, коли сайт "додається до закладки обраних", розмір екрану (потрібно додати деякі теги HTML на індексній сторінці). Має українську локалізацію.
- Jetpack від WordPress (WordPress) — окрім самої статистики дає значно ширший функціонал, такі як інструменти захисту від спаму і відстеження збоїв в роботі, відстеження всіх змін на сайті для швидшого усунення неполадок, розширена статистика сайту і аналітика поведінки аудиторії,  можливість завантаження зображень і статичних файлів із зовнішніх серверів.[2]
- w3counter  —має безкоштовну та платну версії. За допомогою безкоштовної можна відстежувати до 5000 переглядів сторінок на день на 10 вебсайтах і бачити всі звичайні статистичні дані. Можна поділитися своєю статистикою з будь-ким за допомогою віджетів для власного блогу або API, який дозволяє створювати нові інструменти. Для сайтів із більшим трафіком можна скористатися обліковим записом Pro, який дозволяє відстежувати до 1 мільйона переглядів на місяць.[3]
- matomo —це платформа веб-аналітики з відкритим кодом, наявність додатків для Android та iOS для доступу смартфонів до звіту про веб-аналітику, є схожість функціоналу з Google Analytics, однак для зберігання даних немає обмежень. За замовчуванням зберігаються всі історичні дані про відвідувачів та звіти. Зручний інтерфейс який налаштовується відповідно до власних потреб.[4]

Також існує багато лічильників з найпростішою статистикою відвідування сайту (наприклад, freecounterstat.com, hitwebcounter.com,  freevisitorcounters.com, webfreecounter.com, hit-counts.com, та інші).